# Dubová
Dubová es un municipio situado en el distrito de Pezinok, en la región de Bratislava, Eslovaquia. Según el censo de 2021, tiene una población de 1142 habitantes.
Está ubicado al este de la región, en el valle del río Morava y cerca de la frontera con la región de Trnava y con Austria.

## Demografía
| Año        | 1994 | 2004    | 2014    | 2024     |
| ---------- | ---- | ------- | ------- | -------- |
| Población  | 826  | 905     | 965     | 1194     |
| Diferencia |      | +9,56 % | +6,62 % | +23,73 % |

| Año        | 2023 | 2024    |
| ---------- | ---- | ------- |
| Población  | 1155 | 1194    |
| Diferencia |      | +3,37 % |